# 晋文公墓
晋文公墓，位于山西省运城市绛县卫庄镇下村西20米，是中华人民共和国山西省文物保护单位之一。
1965年5月24日，授予山西省文物保护单位，是一座古墓葬，为晋文公的墓穴。